# Station Marines (Halte)
Station Marines (halte) is een spoorwegstation in de Franse gemeente Marines.